# Happy Days
Happy Days is een Amerikaanse televisieserie, die werd gemaakt en uitgezonden tussen 1974 en 1984. De serie won in 1978 een Emmy Award voor de montage en datzelfde jaar wonnen acteurs Ron Howard en Henry Winkler beiden een Golden Globe. 
Happy Days had zijn oorsprong in een aflevering van de anthologieserie Love, American Style uit 1972, getiteld Love and the Happy Days. Daarin kwamen nog niet alle hoofdpersonages uit de latere serie voor en van degenen die er al wel in voorkwamen, werden sommigen gespeeld door andere acteurs. Zo speelde Harold Gould Howard Cunningham in Love, American Style, waar Tom Bosley dat deed in de serie.

## Uitgangspunt
Happy Days is een nostalgische terugblik op de jaren vijftig van de twintigste eeuw, gesitueerd rondom het gezin Cunningham in Milwaukee en huisvriend Fonzie (Henry Winkler). Hoewel vrouwenmagneet Fonzie in eerste instantie een bijfiguur was, werd zijn rol steeds belangrijker en werd hij uiteindelijk vanaf 1980 als eerste gecrediteerd. De rol van Richie Cunningham, de tienerzoon uit het gezin, werd gespeeld door Ron Howard, die niet alleen als acteur, maar ook als regisseur en producent naam zou maken.
De serie kreeg vier spin-offs: Laverne & Shirley, Blansky's Beauties, Mork and Mindy en Joanie Loves Chachi. Ook werd er een geanimeerde serie gemaakt genaamd The Fonz and the Happy Days Gang.
In Nederland werd de serie van 1977 tot 1978 door de AVRO vertoond. Vanaf 1982 tot eind 1984 was Happy Days te zien bij Veronica. Begin jaren negentig werd de serie dagelijks uitgezonden op RTL 4 en later op RTL 5.
In 1992 en 2005 werden er speciale jubileum-uitzendingen vertoond met een groot deel van de oorspronkelijke acteurs.

## In populaire cultuur
- In uitgave 245 van de Marvelstrip The Fantastic Four (in het Nederlands uitgegeven als deel 36) kijkt de jonge Franklin Richards naar een (fictieve) aflevering van Happy Days waarin Fonz de retorische vraag krijgt voorgelegd wanneer hij eens volwassen wordt.
- De band Weezer gebruikte in 1994 beelden uit de serie voor de videoclip van hun single Buddy Holly.

## Rolverdeling
Legenda
 = Hoofdrol
 = Bijrol
 = Gastrol
 = Geen rol
| Henry Winkler    | Arthur 'Fonzie' Fonzarelli | 16 | 23 | 24 | 25 | 27 | 27 | 25 | 22 | 22 | 22 | 22 | 255 |
| Tom Bosley       | Howard Cunningham          | 16 | 23 | 24 | 25 | 27 | 27 | 25 | 22 | 22 | 22 | 22 | 255 |
| Marion Ross      | Marion Cunningham          | 16 | 23 | 24 | 25 | 27 | 27 | 25 | 21 | 20 | 22 | 22 | 252 |
| Erin Moran       | Joanie Cunningham          | 16 | 23 | 23 | 25 | 27 | 25 | 25 | 20 | 22 | 6  | 22 | 234 |
| Anson Williams   | Potsie Weber               | 16 | 23 | 24 | 25 | 26 | 27 | 25 | 21 | 12 | 6  | 6  | 211 |
| Ron Howard       | Richie Cunningham          | 16 | 23 | 24 | 25 | 27 | 27 | 25 |    |    |    | 3  | 170 |
| Don Most         | Ralph Malph                | 15 | 23 | 24 | 25 | 27 | 27 | 25 |    |    |    | 2  | 168 |
| Al Molinaro      | Alfred 'Al' Delvecchio     |    | 1  |    | 24 | 19 | 26 | 23 | 22 | 21 | 2  | 1  | 139 |
| Scott Baio       | Charles 'Chachi' Arcola    |    |    |    |    | 23 | 11 | 25 | 22 | 22 | 6  | 22 | 131 |
| Lynda Goodfriend | Lori Beth                  |    |    |    | 2  | 10 | 8  | 14 | 16 | 14 |    | 3  | 67  |
| Ted McGinley     | Roger Philips              |    |    |    |    |    |    |    | 16 | 16 | 17 | 12 | 61  |